# باشگاه فوتبال المریخ
باشگاه فوتبال المریخ (عربی: نادي المريخ الرياضي) یک باشگاه فوتبال در شهر ام درمان، سودان است.
این باشگاه که در سال ۱۹۰۸ تأسیس شده سابقه ۱۹ قهرمانی در لیگ برتر فوتبال سودان و ۱۵ قهرمانی در جام حذفی فوتبال سودان را در کارنامه دارد.